# Fiordo Comau
El fiordo Comau, también conocido como Leptepu, es un fiordo del sur de Chile que penetra en el territorio continental de la Región de Los Lagos. Tiene una dirección general norte-sur desde el golfo de Ancud, con una extensión de 68 km de largo. En su extremo sur recibe las aguas del río Vodudahue.

## Descripción
El fiordo Comau está flanqueado por altas montañas y escarpadas riberas y se desarrolla desde Caleta Pichanco por el norte, hasta Caleta Leptepu por el sur. En el sector norte recibe las aguas del canal Cholgo (y este a su vez del fiordo Quintupeu) y un poco más al sur del fiordo Cahuelmó; estos fiordos penetran hacia la cordillera de los Andes y tienen una dirección este-oeste. Más al sur el fiordo Comau recibe las aguas de los ríos Huinay y Vodudahue.
En su Diccionario Jeográfico de Chile, Luis Risopatrón describe que el fiordo:

Tiene más de 400 m de profundidad i algunas abras entre orillas escarpadas y abruptas, coronadas por cerros cubiertos de vejetación, en los que se ha esplotado alerce desde 1760; ofrece peces en sus aguas i mariscos en sus riberas, así como agua dulce i leña i se prolonga hácia el S de la isla de Llancahué, entre el continente i la península de Huequi. En su estremo SE le cae el rio Vodudahue, que endulza sus aguas, hasta Las Porcelanas.
Diccionario Jeográfico de Chile, 1924

Administrativamente pertenece a las comunas de Hualaihué (lado este) y Chaitén (lado poniente). En los alrededores del fiordo se encuentran las localidades de Huinay, Porcelana, Vodudahue y Caleta Leptepu. Por otro lado, en sus extremos norte y sur está rodeado por el parque nacional Pumalín, mientras que en la parte central se encuentra el área marina costera protegida Fiordo Comau-San Ignacio de Huinay.
En el fiordo también se encuentra el centro científico de la Fundación Huinay, ubicado en la localidad del mismo nombre.
El fiordo Comau puede ser observado en toda su extensión, ya que existen servicios de transporte marítimo regular entre Hornopirén hasta Caleta Leptepu que conforman un tramo marítimo de la Carretera Austral. También existen varios servicios turísticos relacionados con baños termales, buceo científico, cursos de navegación a vela, entre otros.
Durante el verano de 1915, en plena Primera Guerra Mundial, un averiado crucero alemán, el SMS Dresden, ingresó al fiordo Comau huyendo de la flota británica que lo perseguía. Guiados por los alemanes avecindados en Punta Arenas Harry Rothenburg y Albert Pagels, el barco logró esconderse en el fiordo Quintupeu, al que logró ingresar pasando a través de su estrechísima entrada. Estando en este refugio, timón y calderas fueron desarmadas para una reparación secreta en Calbuco. La novela histórica Señales del Dresden, del escritor Martín Pérez Ibarra, narra la estadía en el fiordo Quintupeu del barco germano y su posterior hundimiento en bahía Cumberland.
En Abril del año 2021, científicos alertaron del desastre ambiental ocurrido en el fiordo Comau que dejó 5 mil toneladas de salmones muertos.